# Lituus (trompet)

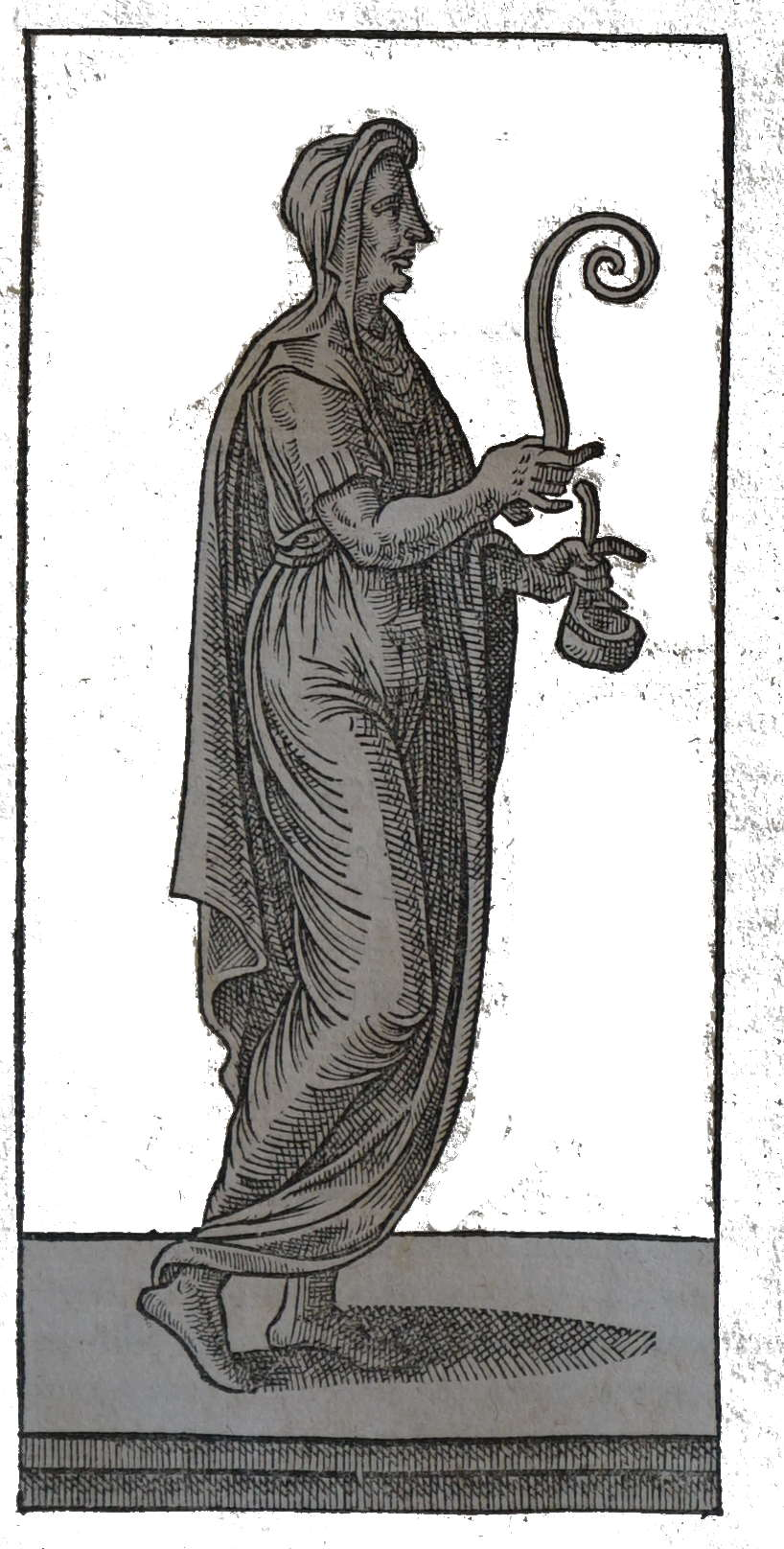
Een lituus (Les Décades de Tite-Live)

Een lituus is een oud Etruskisch koperen blaasinstrument met een gebogen uiteinde is. Het lijkt veel op de Gallische carnyx. Het werd later gebruikt door de Romeinen, in het bijzonder bij processies en als signaalinstrument in het leger. De lengte varieerde van zo'n 75 centimeter tot anderhalve meter. De lituus ontstond uit een instrument gemaakt uit een simpele holle stok waarop een hoorn van een dier gestoken was. 